# 검독수리
검독수리(영어: golden eagle, 학명: Aquila chrysaetos)는 수리과에 속하는 맹금류다. 북반구에서 가장 잘 알려진 맹금류 가운데 하나이며, 다른 수리과 조류처럼 주행성 맹금류에 속한다. 한때 전북구 전역에 널리 퍼져 있었으나, 인간 거주 지역부터 점차 사라졌으며, 일부 지역에서 멸종했거나 희귀하며, 여전히 유라시아, 북아메리카, 일부 아프리카 지역에서 흔하게 서식한다. 세계에서 가장 큰 검독수리 서식지는 캘리포니아의 앨러미다군 남부 지역이다.

## 개요
검독수리는 전체적으로 어두운 갈색을 띄며, 머리와 목에 더 연한 깃털이 있다. 대한민국에 서식하는 종의 몸 길이는 수컷 81cm, 암컷 89cm로 암컷이 더 크며, 날개길이 57~63cm, 꽁지길이 31~35cm, 몸무게 약 4.4kg이고, 날개를 폈을 때 길이는 2m에 달한다. 최대 시속 240km로 비행할 수 있다.
검독수리의 먹이는 주로 토끼, 다람쥐, 청설모, 거북, 뱀 등 있으며, 사냥 시 재빠른 속도와 민첩함, 강한 발톱으로 공격해서 먹이를 들어올리거나 머리를 제압하기도 한다. 먹이가 부족할 때 사체를 먹기도 하고, 때로는 사슴이나 산양, 대륙사슴, 아이벡스, 노루, 유럽노루, 사향노루, 고라니, 여우 등 대형 포유류와 중소형 포유류를 사냥하기도 한다. 유라시아에 분포하는 대형종들은 늑대를 사냥하거나 죽이는 일도 자주 발생한다. 심지어 불곰 새끼를 채 간 사례도 있다. 이외 까마귀, 갈매기와 같은 조류와 함께 백조나 두루미와 같은 대형 조류를 먹이로 삼는 일이 종종 있다.
검독수리는 155km2 정도의 영역을 차지해 생활하며, 수컷 한 마리가 암컷 한 마리와 생활하는 일부일처제를 유지한다. 일부일처제는 암컷을 차지하기 위한 검독수리 수컷 사이 싸움이 없는 이유이며, 검독수리 수컷이 암컷보다 작은 이유이기도 하다(수컷간의 경쟁이 필요하지 않기 때문이 수컷의 크기가 클 필요가 없다). 검독수리의 둥지는 절벽, 나무 등의 높은 곳에 지어지며, 전신주와 같은 인공 구조물에 지어지기도 한다. 검독수리는 몇 년에 한 번씩 돌아오는 번식기에 큰 둥지를 짓고, 암컷은 여기에 한 개에서 네 개 가량의 알을 낳으며, 40일 전후의 부화기간을 갖는다.깨어난 새끼가 둥지를 떠나기까지 걸리는 시간은 약 3개월이며, 이 기간동안 1~2마리 정도만 살아남는다.

## 외형

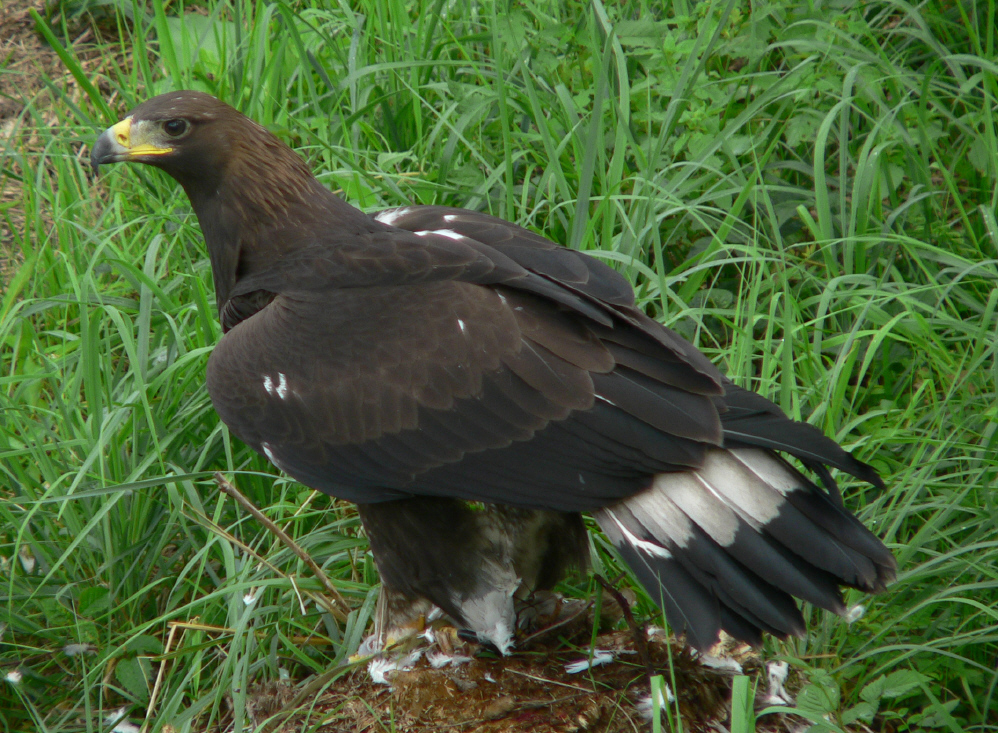
검독수리의 아성체. 꽁지에는 흰 깃털이 있으며 어두운 색의 목 깃털을 가지고 있다.

다 자란 검독수리의 크기는 매우 다양한데, 그 중 가장 큰 종류는 수리과 내에서 가장 큰 종류로 꼽힌다. 검독수리의 몸 길이는 66~90cm이며, 날개 편 길이는 180~234cm, 몸무게는 2.5에서 7kg까지 나간다. 가장 작은 종류는 현재 한국과 일본에 서식하며, 가장 큰 종류는 카자흐스탄 남부와 중국 남서부 지역, 만주, 인도 북부 등지에 서식한다. 다른 맹금류와 같이, 암컷이 수컷에 비해 훨씬 크며, 검독수리의 경우 암컷의 몸무게가 수컷에 비해 1.25배에서 1.3배 정도 더 나간다.

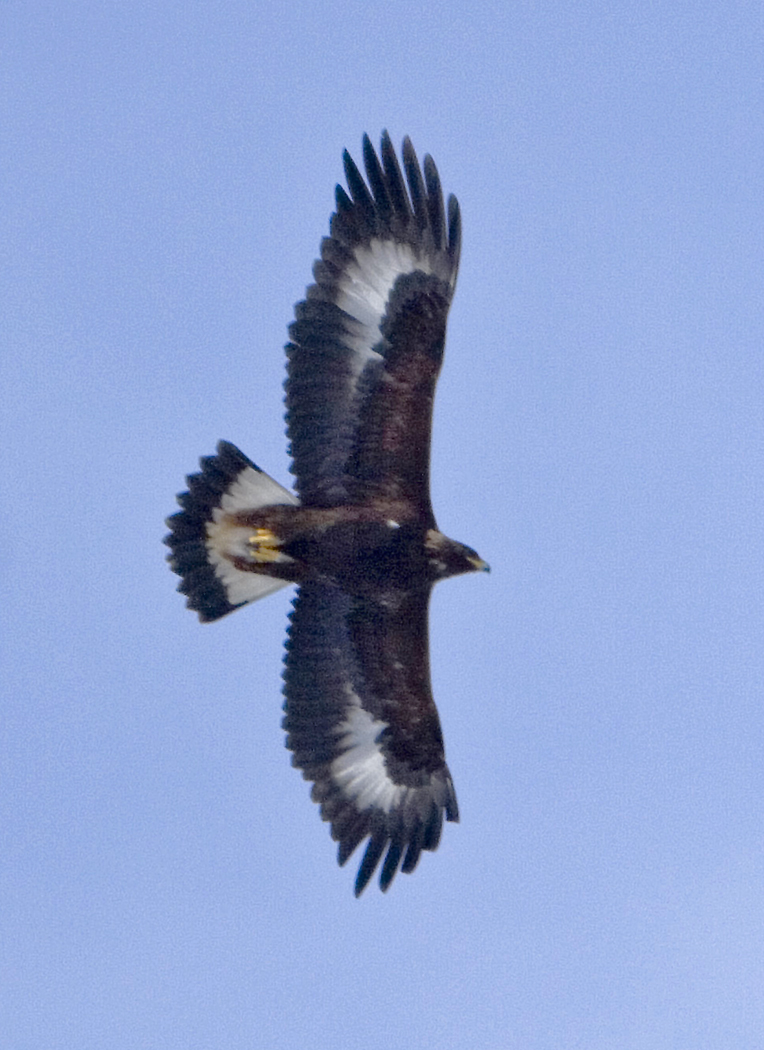
비행 중인 검독수리. 목 뒤쪽의 노란색 깃털, 꼬리와 날개 관절 부분의 흰 깃털을 명확히 확인할 수 있다.

깃털의 색은 검은 갈색에서 짙은 갈색까지 다양한데, 여기에 정수리와 목 뒤쪽의 깃털은 두드러진 황금빛의 노란색을 띄고 있으며, 햇빛을 받으면 이것이 더욱 두드러져 영어로 "Golden Eagle"이라는 이름이 붙었다. 또, 날개의 위쪽도 비교적 밝은 색을 띄고 있다. 다 자라지 못한 새끼도 어미와 대체로 비슷하나, 약간 칙칙한 반점이 여기저기 나 있는 모습을 띠고 있다. 또, 이들은 꼬리에 하얀 줄무늬가 있으며 날개 관절 부위에도 하얀 깃털이 있는데, 이들은 완전히 자라는 5세가 되기까지 서서히 사라지게 된다. 겉 깃털은 짧은 기간안에 털갈이를 한다.

## 아종
이 종은 카를 폰 린네가 그의 저서 자연의 체계(Systema Naturae)에서 처음으로 분류하였다. 검독수리는 수리과에서 가장 큰 조류 중 하나이며, 세계 대부분의 지역에 광범위하게 서식하고 있는 종이다. 최근의 연구결과에 따르면 검독수리는 흰허리독수리, 항라머리검독수리, 쐐기꼬리수리와 함께 범세계적인 우수종을 형성하고 있다고 한다.

### 각 아종과 분포 구역
- A. c. chrysaetos (린네, 1758년) – 이베리아반도를 제외한 유라시아 전 지역, 동,서 시베리아

여기에, 크기나 깃털의 외형면에서 차이를 보이는 5개의 종이 다음과 같이 존재한다. 이들은 세계의 서로 다른 각 지역에서 찾아볼 수 있다.
- A. c. canadensis (린네, 1758년) - 북아메리카.
- A. c. kamtschatica (니콜라이 세베르조프, 1888년) – 동시베리아의 알타이산맥에서 캄차카 반도까지. A. c. canadensis속에 속하여 분류되는 경우도 있음.
- A. c. daphanea (니콜라이 세베르조프, 1888년) – 카자흐스탄 남부, 만주 동부, 중국 남동부, 파키스탄 북부, 카슈미르, 그리고 인도 서부.
- A. c. homeryi (니콜라이 세베르조프, 1888년) – 이베리아반도와 북아프리카, 터키 동부와 이란.
- A. c. japonica (니콜라이 세베르조프, 1888년) – 한국과 일본.

중기 홍적세에 현 프랑스 지역에서 존재하던 더 큰 종류의 검독수리는 직계후손종인 Aquila chrysaetos bonifacti로 분류되며, 크레타섬의 리코 동굴에서 발견된 후기 홍적세의 거대종은 Aquila chrysaetos simurgh라 이름 붙여졌다.

### 계통 분류
2021년 카타나흐(Catanach) 등과 생스터(Sangster) 등의 연구에 기초한 검독수리속 계통 분류이다.
|  | 황갈색수리                                                      |
|  |                                                                 |
|  | \| \| 스페인흰죽지수리 \| \| \| \| \| \| 흰죽지수리 \| \| \| \| |
|  |                                                                 |
|  | 스페인흰죽지수리                                                |
|  |                                                                 |
|  | 흰죽지수리                                                      |
|  |                                                                 |

|  | 스페인흰죽지수리 |
|  |                  |
|  | 흰죽지수리       |
|  |                  |

|  | 황갈색수리                                                      |
|  |                                                                 |
|  | \| \| 스페인흰죽지수리 \| \| \| \| \| \| 흰죽지수리 \| \| \| \| |
|  |                                                                 |
|  | 스페인흰죽지수리                                                |
|  |                                                                 |
|  | 흰죽지수리                                                      |
|  |                                                                 |

|  | 스페인흰죽지수리 |
|  |                  |
|  | 흰죽지수리       |
|  |                  |

|  | 모루칸검독수리 |
|  |                |
|  | 쐐기꼬리독수리 |
|  |                |

|  | 흰허리독수리                                                  |
|  |                                                               |
|  | \| \| 흰배줄독수리 \| \| \| \| \| \| 아프리카뿔매 \| \| \| \| |
|  |                                                               |
|  | 흰배줄독수리                                                  |
|  |                                                               |
|  | 아프리카뿔매                                                  |
|  |                                                               |

|  | 흰배줄독수리 |
|  |              |
|  | 아프리카뿔매 |
|  |              |

|  | 모루칸검독수리 |
|  |                |
|  | 쐐기꼬리독수리 |
|  |                |

|  | 흰허리독수리                                                  |
|  |                                                               |
|  | \| \| 흰배줄독수리 \| \| \| \| \| \| 아프리카뿔매 \| \| \| \| |
|  |                                                               |
|  | 흰배줄독수리                                                  |
|  |                                                               |
|  | 아프리카뿔매                                                  |
|  |                                                               |

|  | 흰배줄독수리 |
|  |              |
|  | 아프리카뿔매 |
|  |              |

|  | 모루칸검독수리 |
|  |                |
|  | 쐐기꼬리독수리 |
|  |                |

|  | 흰허리독수리                                                  |
|  |                                                               |
|  | \| \| 흰배줄독수리 \| \| \| \| \| \| 아프리카뿔매 \| \| \| \| |
|  |                                                               |
|  | 흰배줄독수리                                                  |
|  |                                                               |
|  | 아프리카뿔매                                                  |
|  |                                                               |

|  | 흰배줄독수리 |
|  |              |
|  | 아프리카뿔매 |
|  |              |

|  | 모루칸검독수리 |
|  |                |
|  | 쐐기꼬리독수리 |
|  |                |

|  | 흰허리독수리                                                  |
|  |                                                               |
|  | \| \| 흰배줄독수리 \| \| \| \| \| \| 아프리카뿔매 \| \| \| \| |
|  |                                                               |
|  | 흰배줄독수리                                                  |
|  |                                                               |
|  | 아프리카뿔매                                                  |
|  |                                                               |

|  | 흰배줄독수리 |
|  |              |
|  | 아프리카뿔매 |
|  |              |

|  | 모루칸검독수리 |
|  |                |
|  | 쐐기꼬리독수리 |
|  |                |

|  | 흰허리독수리                                                  |
|  |                                                               |
|  | \| \| 흰배줄독수리 \| \| \| \| \| \| 아프리카뿔매 \| \| \| \| |
|  |                                                               |
|  | 흰배줄독수리                                                  |
|  |                                                               |
|  | 아프리카뿔매                                                  |
|  |                                                               |

|  | 흰배줄독수리 |
|  |              |
|  | 아프리카뿔매 |
|  |              |

|  | 모루칸검독수리 |
|  |                |
|  | 쐐기꼬리독수리 |
|  |                |

|  | 흰허리독수리                                                  |
|  |                                                               |
|  | \| \| 흰배줄독수리 \| \| \| \| \| \| 아프리카뿔매 \| \| \| \| |
|  |                                                               |
|  | 흰배줄독수리                                                  |
|  |                                                               |
|  | 아프리카뿔매                                                  |
|  |                                                               |

|  | 흰배줄독수리 |
|  |              |
|  | 아프리카뿔매 |
|  |              |

|  | 모루칸검독수리 |
|  |                |
|  | 쐐기꼬리독수리 |
|  |                |

|  | 흰허리독수리                                                  |
|  |                                                               |
|  | \| \| 흰배줄독수리 \| \| \| \| \| \| 아프리카뿔매 \| \| \| \| |
|  |                                                               |
|  | 흰배줄독수리                                                  |
|  |                                                               |
|  | 아프리카뿔매                                                  |
|  |                                                               |

|  | 흰배줄독수리 |
|  |              |
|  | 아프리카뿔매 |
|  |              |

|  | 모루칸검독수리 |
|  |                |
|  | 쐐기꼬리독수리 |
|  |                |

|  | 흰허리독수리                                                  |
|  |                                                               |
|  | \| \| 흰배줄독수리 \| \| \| \| \| \| 아프리카뿔매 \| \| \| \| |
|  |                                                               |
|  | 흰배줄독수리                                                  |
|  |                                                               |
|  | 아프리카뿔매                                                  |
|  |                                                               |

|  | 흰배줄독수리 |
|  |              |
|  | 아프리카뿔매 |
|  |              |

|  | 황갈색수리                                                      |
|  |                                                                 |
|  | \| \| 스페인흰죽지수리 \| \| \| \| \| \| 흰죽지수리 \| \| \| \| |
|  |                                                                 |
|  | 스페인흰죽지수리                                                |
|  |                                                                 |
|  | 흰죽지수리                                                      |
|  |                                                                 |

|  | 스페인흰죽지수리 |
|  |                  |
|  | 흰죽지수리       |
|  |                  |

|  | 황갈색수리                                                      |
|  |                                                                 |
|  | \| \| 스페인흰죽지수리 \| \| \| \| \| \| 흰죽지수리 \| \| \| \| |
|  |                                                                 |
|  | 스페인흰죽지수리                                                |
|  |                                                                 |
|  | 흰죽지수리                                                      |
|  |                                                                 |

|  | 스페인흰죽지수리 |
|  |                  |
|  | 흰죽지수리       |
|  |                  |

|  | 모루칸검독수리 |
|  |                |
|  | 쐐기꼬리독수리 |
|  |                |

|  | 흰허리독수리                                                  |
|  |                                                               |
|  | \| \| 흰배줄독수리 \| \| \| \| \| \| 아프리카뿔매 \| \| \| \| |
|  |                                                               |
|  | 흰배줄독수리                                                  |
|  |                                                               |
|  | 아프리카뿔매                                                  |
|  |                                                               |

|  | 흰배줄독수리 |
|  |              |
|  | 아프리카뿔매 |
|  |              |

|  | 모루칸검독수리 |
|  |                |
|  | 쐐기꼬리독수리 |
|  |                |

|  | 흰허리독수리                                                  |
|  |                                                               |
|  | \| \| 흰배줄독수리 \| \| \| \| \| \| 아프리카뿔매 \| \| \| \| |
|  |                                                               |
|  | 흰배줄독수리                                                  |
|  |                                                               |
|  | 아프리카뿔매                                                  |
|  |                                                               |

|  | 흰배줄독수리 |
|  |              |
|  | 아프리카뿔매 |
|  |              |

|  | 모루칸검독수리 |
|  |                |
|  | 쐐기꼬리독수리 |
|  |                |

|  | 흰허리독수리                                                  |
|  |                                                               |
|  | \| \| 흰배줄독수리 \| \| \| \| \| \| 아프리카뿔매 \| \| \| \| |
|  |                                                               |
|  | 흰배줄독수리                                                  |
|  |                                                               |
|  | 아프리카뿔매                                                  |
|  |                                                               |

|  | 흰배줄독수리 |
|  |              |
|  | 아프리카뿔매 |
|  |              |

|  | 모루칸검독수리 |
|  |                |
|  | 쐐기꼬리독수리 |
|  |                |

|  | 흰허리독수리                                                  |
|  |                                                               |
|  | \| \| 흰배줄독수리 \| \| \| \| \| \| 아프리카뿔매 \| \| \| \| |
|  |                                                               |
|  | 흰배줄독수리                                                  |
|  |                                                               |
|  | 아프리카뿔매                                                  |
|  |                                                               |

|  | 흰배줄독수리 |
|  |              |
|  | 아프리카뿔매 |
|  |              |

|  | 모루칸검독수리 |
|  |                |
|  | 쐐기꼬리독수리 |
|  |                |

|  | 흰허리독수리                                                  |
|  |                                                               |
|  | \| \| 흰배줄독수리 \| \| \| \| \| \| 아프리카뿔매 \| \| \| \| |
|  |                                                               |
|  | 흰배줄독수리                                                  |
|  |                                                               |
|  | 아프리카뿔매                                                  |
|  |                                                               |

|  | 흰배줄독수리 |
|  |              |
|  | 아프리카뿔매 |
|  |              |

|  | 모루칸검독수리 |
|  |                |
|  | 쐐기꼬리독수리 |
|  |                |

|  | 흰허리독수리                                                  |
|  |                                                               |
|  | \| \| 흰배줄독수리 \| \| \| \| \| \| 아프리카뿔매 \| \| \| \| |
|  |                                                               |
|  | 흰배줄독수리                                                  |
|  |                                                               |
|  | 아프리카뿔매                                                  |
|  |                                                               |

|  | 흰배줄독수리 |
|  |              |
|  | 아프리카뿔매 |
|  |              |

|  | 모루칸검독수리 |
|  |                |
|  | 쐐기꼬리독수리 |
|  |                |

|  | 흰허리독수리                                                  |
|  |                                                               |
|  | \| \| 흰배줄독수리 \| \| \| \| \| \| 아프리카뿔매 \| \| \| \| |
|  |                                                               |
|  | 흰배줄독수리                                                  |
|  |                                                               |
|  | 아프리카뿔매                                                  |
|  |                                                               |

|  | 흰배줄독수리 |
|  |              |
|  | 아프리카뿔매 |
|  |              |

|  | 모루칸검독수리 |
|  |                |
|  | 쐐기꼬리독수리 |
|  |                |

|  | 흰허리독수리                                                  |
|  |                                                               |
|  | \| \| 흰배줄독수리 \| \| \| \| \| \| 아프리카뿔매 \| \| \| \| |
|  |                                                               |
|  | 흰배줄독수리                                                  |
|  |                                                               |
|  | 아프리카뿔매                                                  |
|  |                                                               |

|  | 흰배줄독수리 |
|  |              |
|  | 아프리카뿔매 |
|  |              |

## 생태

### 먹이 활동

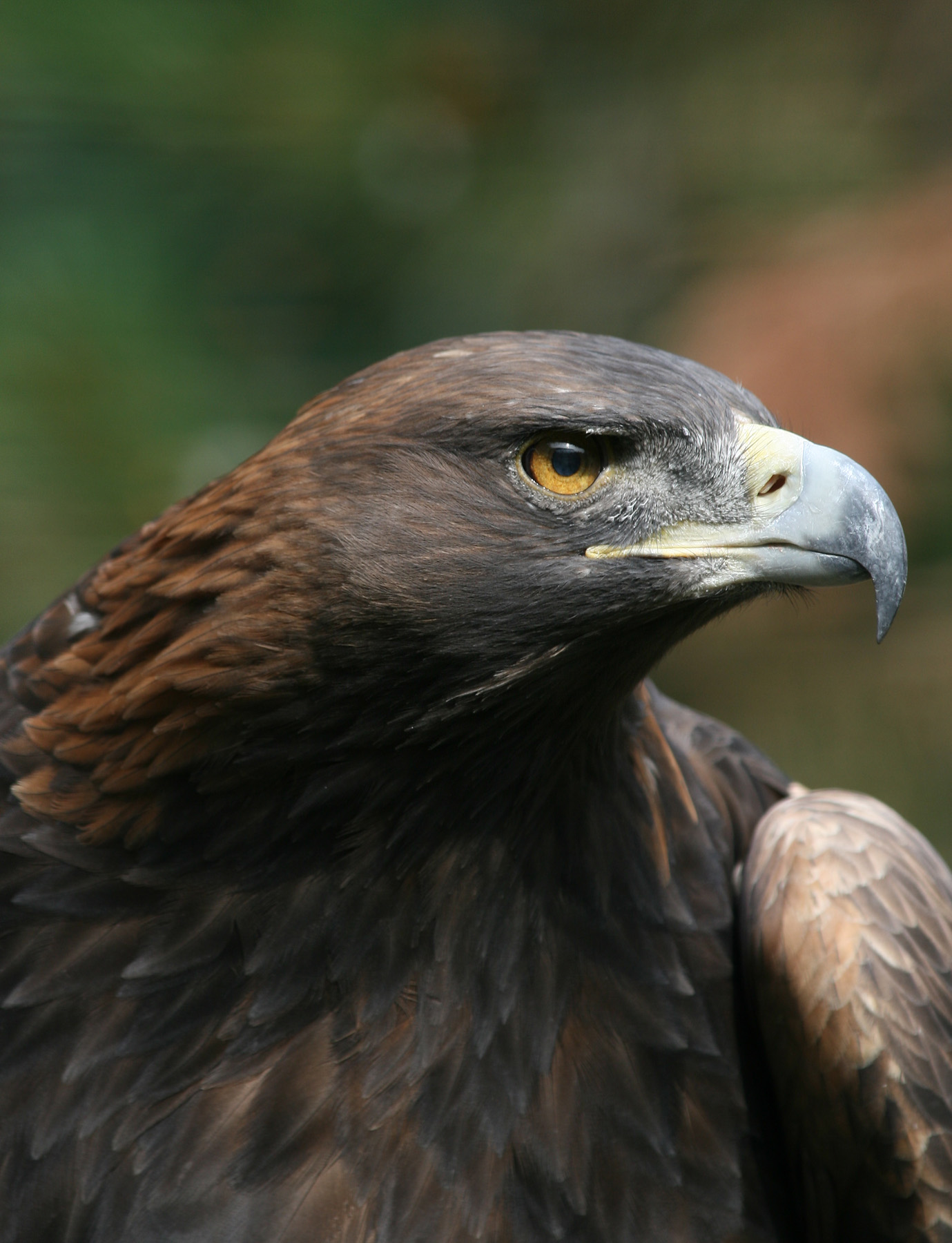
검독수리의 얼굴 모습. 휘어진 부리는 먹이를 찢기에 적합한 도구이다.

검독수리의 주된 먹이는 토끼와 다람쥐, 청설모와 같은 작은 포유류로, 이들의 비율이 전체 먹이의 50%에서 94%를 차지한다. 다른 포유동물로는 노루, 사향노루,  고라니, 여우, 사슴, 대륙사슴, 아이벡스 등이 자주 먹이로서 사냥당한다. 포유류 다음으로 중요한 먹잇감은 다른 조류들이다. 여기에는 닭목에 속하는 조류가 가장 큰 비율을 차지하나, 이외에 어치나 백조 역시 잠재적인 사냥감이다. 먹이가 부족한 겨울에는 사체 또한 검독수리의 먹이에 포함된다. 하지만 그조차도 없을 때에는 다 자란 영양이나 순록과 같이 자신보다 몇 배나 큰 동물조차 먹이로 삼는다. 심지어는 불곰의 새끼를 채 간 1건의 사례가 보고되고 있으며, 다 자란 불곰조차도 검독수리 두 마리의 공격을 받고 달아나는 장면이 촬영된 바 있는데, 여기서 검독수리의 공격은 먹이로 삼기 위해서라기보다는 자신의 영역에 침입한 상대를 쫓아내기 위해 감행된 공격으로 추정된다.
검독수리는 조류 중 단연 최상위 포식자로, 다 자란 검독수리는 다른 포식자의 먹이가 되지 않는다. 반면 다른 맹금류에 대한 검독수리의 공격행위는 몇 건 보고된 바 있는데, 그 가운데에는 바다매, 참매, 말똥가리 등이 새끼나 알, 성체까지 공격을 받은 사례가 보고되었다. 도둑갈매기 등은 검독수리의 경쟁 포식자로서 활동하며, 집단적으로 둥지를 틀고 이에 근접해 오는 검독수리에 집단 대항하는 방식으로 검독수리에 대항한다. 한 예로, 매의 둥지에 접근하던 검독수리가 둥지를 지키던 매 암수의 급습을 받고 사망한 사례가 있다. 이러한 사례는 수리류가 매들에 비해 훨씬 크고 강하다는 점을 염두에 둘 때, 극히 드물게 일어나는 일이며 실제로 그 반대의 사례가 훨씬 자주 일어나는 일이다. 그러나 이보다도 검독수리는 다른 맹금류로부터 먹이를 빼앗는 방식을 선호한다. 이들은 시체를 먹는 큰 수리류에 비해 훨씬 작음에도 불구하고, 다수가 연계하여 이들을 사체로부터 몰아낼 수 있다.
검독수리의 시력은 매우 뛰어나서 아주 먼 거리에서도 먹이를 찾아낼 수 있다. 그 예로, 검독수리가 2km 거리에서 토끼의 모습을 확인할 수 있음이 증명되었다. 검독수리는 낮에만 먹이 활동을 할 수 있다. 검독수리의 커다란 발톱은 먹이를 부수거나 죽이고, 운반하는데 주로 사용되며, 휘어진 부리는 먹이를 찢고 삼키는데 사용된다. 검독수리 암수는 역할 분담을 통해 사냥을 하며, 주로 한 쪽이 먹이를 다른 한 쪽이 기다리는 곳으로 모는 방식을 사용한다. 한편, 검독수리 암수간의 크기 차이는 암컷을 사이에 둔 수컷간의 경쟁이 없는데서 비롯된 것으로, 이는 짝짓기를 하지 못한 다른 검독수리가 영역 내에 살 수 있도록 허용할 수 있는 원인이 되며, 검독수리의 수명이 매우 길어 자라는 속도가 느림에도 불구하고 많은 개체수를 유지할 수 있게 하는 원인이기도 하다.

### 번식

#### 서식

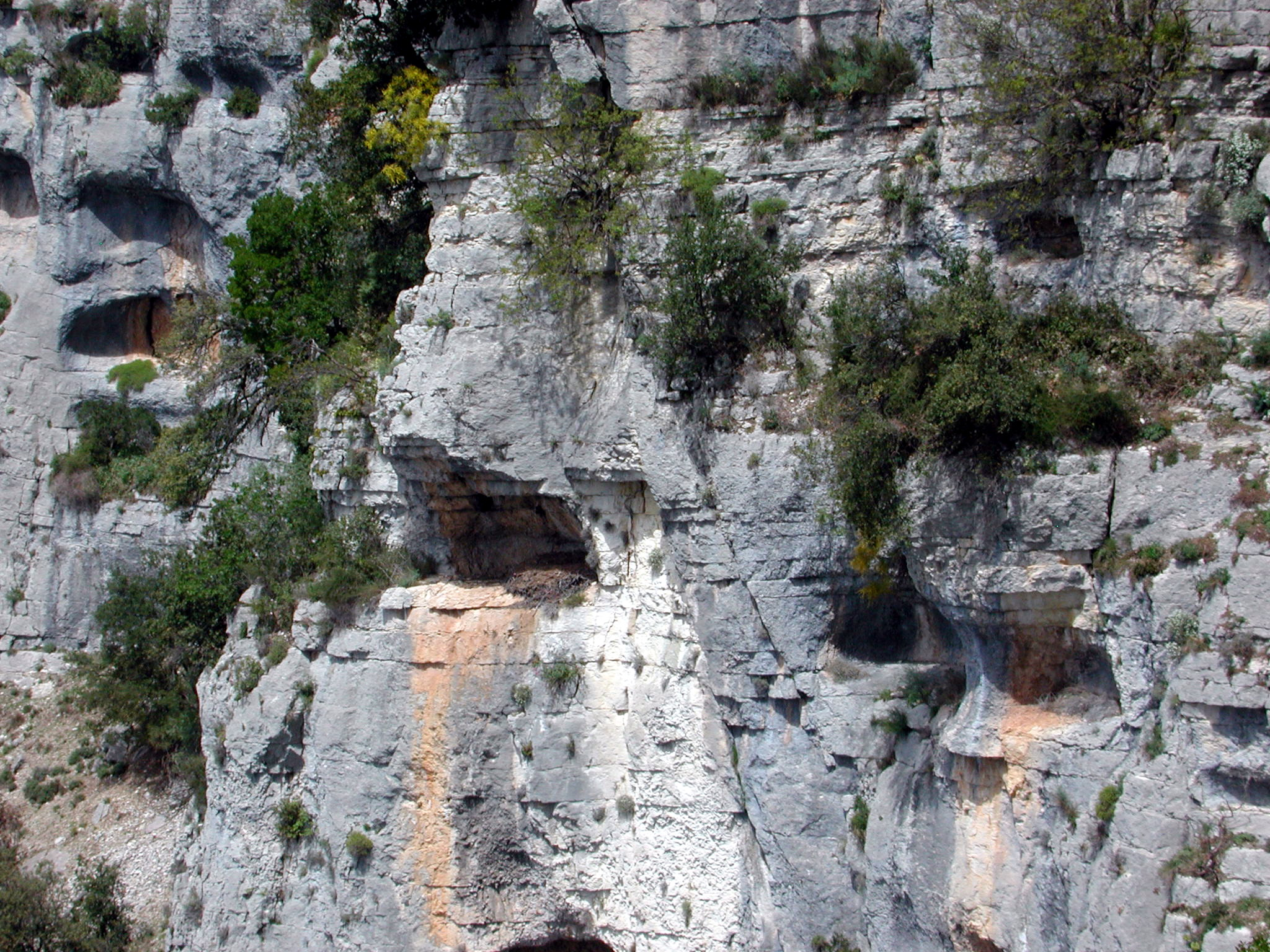
프랑스 알프마리팀주에 위치한 시앙 계곡에 틀려 있는 검독수리의 둥지(왼쪽 중앙부).

검독수리는 보통 단독생활을 하나, 번식기에는 한 쌍이 영역 내에 여러 개의 둥지를 틀고 몇 년에 걸쳐 번갈아 가며 사용한다. 이 둥지들은 주로 굵고 튼튼한 나뭇가지를 골격으로 하고, 여기에 다른 풀들로 장식된 형태를 하고 있다. 오래된 둥지는 지름 약 2미터에 높이 1미터에 달하는데, 이는 검독수리가 필요할 때마다 둥지를 보강하고, 수시로 넓히기 때문에 그 크기가 늘어나는 것이다. 이러한 대규모의 둥지를 나무에 틀 경우, 나뭇가지가 둥지의 무게를 이기지 못하고 부러질 수도 있다. 한편 검독수리가 먹이로 하기에 너무 작은 동물들은 검독수리의 둥지를 피난처로 삼기도 하는데, 이는 이들을 먹이로 하는 포식자들의 경우 검독수리의 먹잇감으로 적합한 크기인 경우가 많기 때문에 검독수리의 영역 내로 접근하지 않으려 하며, 따라서 자연적으로 검독수리의 둥지 근처에 거주할 경우 이들로부터 안전해질 수 있기 때문이다.

#### 번식 활동

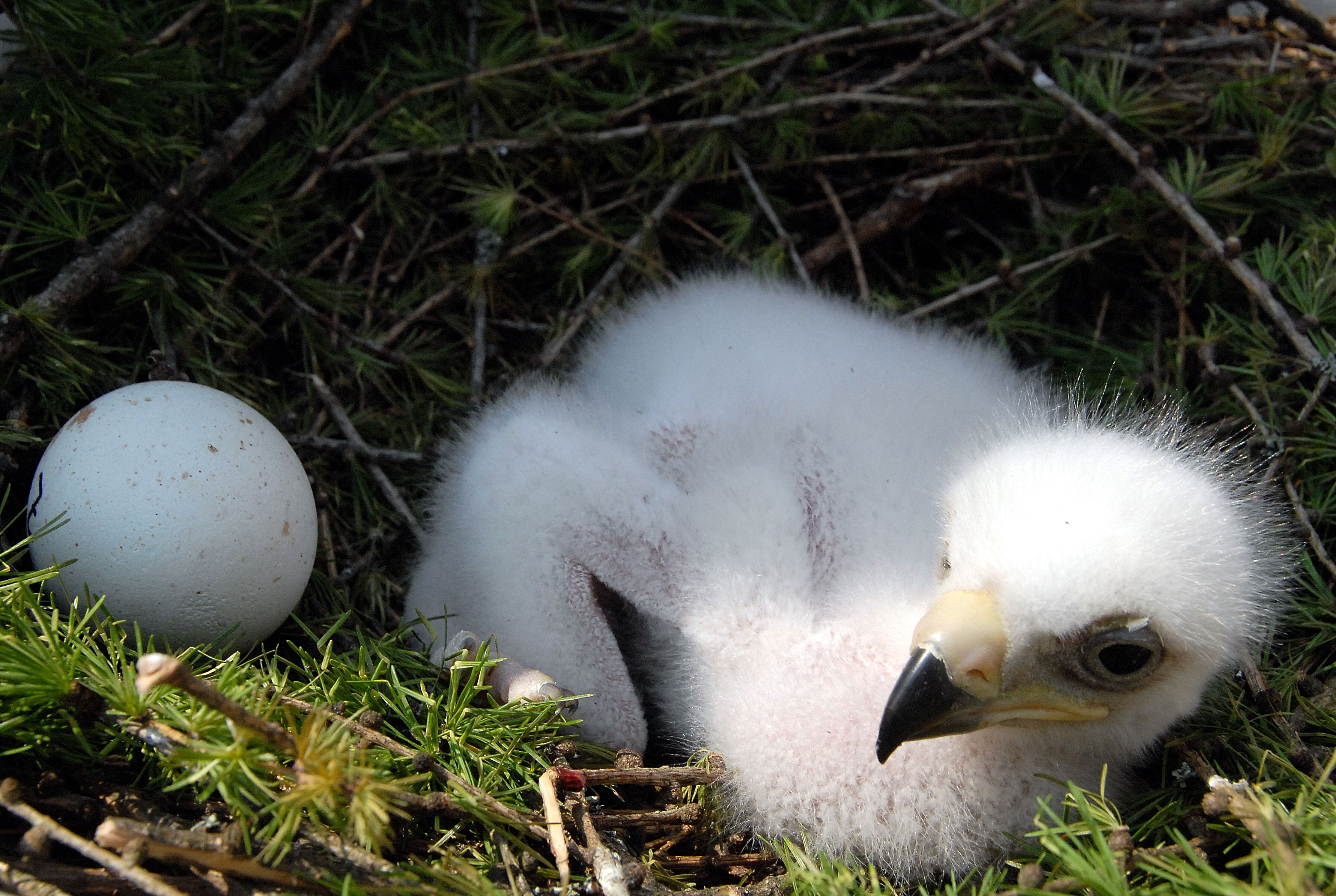
생후 14일이 된 검독수리의 새끼.

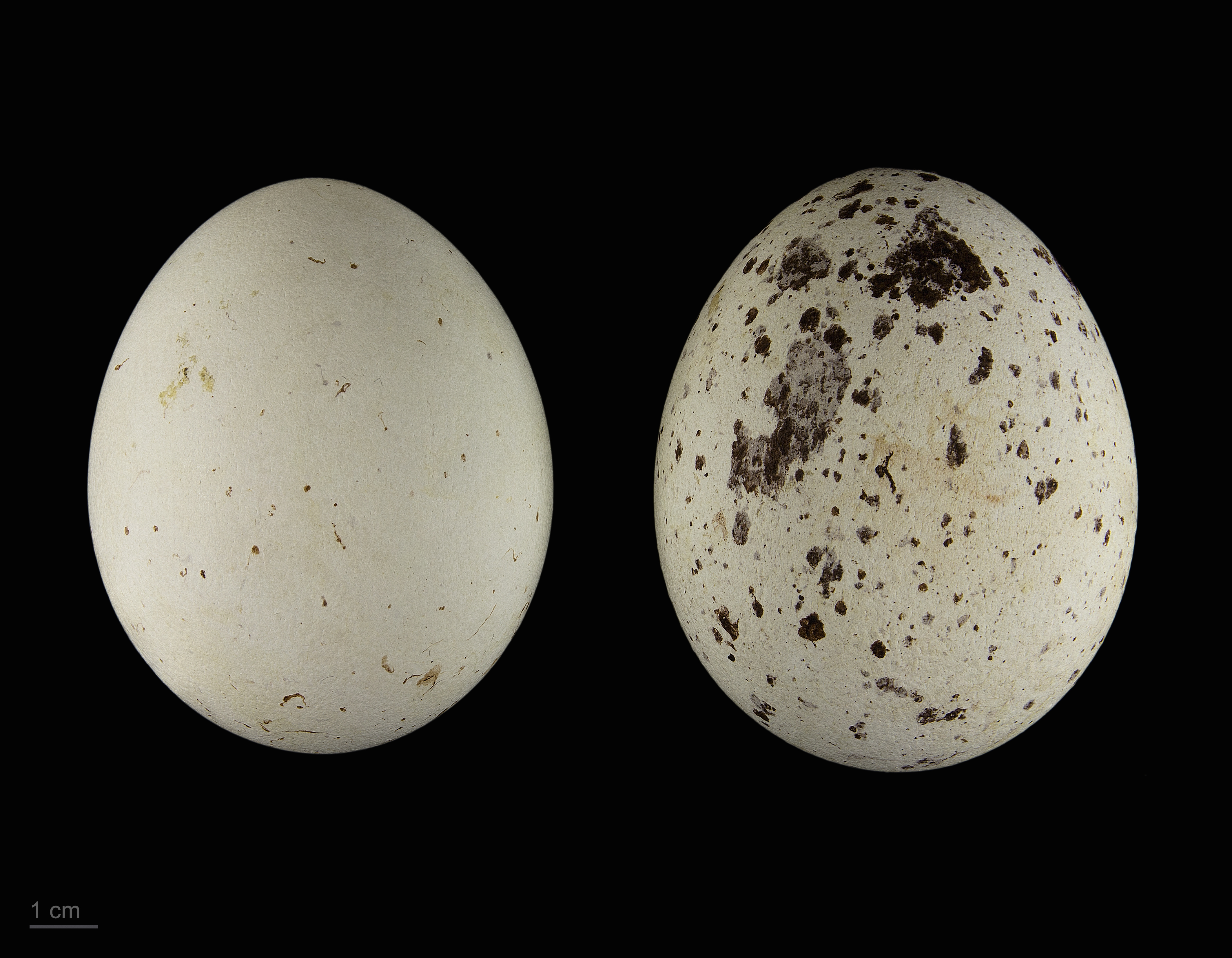
Aquila chrysaetos

일반적으로 검독수리는 4~5살을 전후해 번식 활동을 시작한다. 일부일처의 대표적인 동물로써 검독수리는 짝짓기 후 수 년간 서로간의 신뢰를 굳건히 하는 행동을 하는데, 이를 위해 암수는 각각 서로를 다른 맹금류로부터 헌신적으로 보호하며, 추운 겨울철에도 서로의 곁을 떠나지 않는다. 검독수리 암컷은 한 개에서 네 개 까지의 알을(보통 두 개 정도) 1월에서 2월 사이에 낳는다. 알은 순백색에서부터 계피색, 혹은 갈색의 점이나 얼룩이 섞인 형태 등 다양한 색을 띈다. 이들은 첫 번째 알을 낳은 직후부터 부화를 시작해 새끼가 태어나는 40-45일까지 이를 계속한다. 갓 태어난 새끼는 하얀 솜털로 덮여 있으며, 나는 법을 배워 직접 사냥을 할 수 있는 50일이 되기까지 어미로부터 먹이를 받아 먹는다. 거의 대부분의 경우 새끼 중 먼저 태어난 쪽이 살아남으며, 다른 한 쪽은 둥지를 떠나지 못하고 죽는데, 이는 먼저 태어난 새끼가 자라는데 보다 유리하며, 따라서 어미가 가져온 먹이를 둔 다툼에서 대부분 승리하여 먹이를 독점할 수 있기 때문이다. 이러한 새끼간 먹이 경쟁은 먹이가 부족할 때 어미의 먹이 활동량을 줄일 수 있으며, 다른 새끼의 몫까지 챙기려 들 경우 오히려 먼저 난 새끼가 부화 직후 사망할 수 있기 때문에 종족 번식을 위해서는 효율적인 전략이라고 할 수 있다. 하지만 먹이가 풍족할 때는 두 마리가 무사히 성체가 된다. 검독수리는 새끼를 돌보고 키우는데 많은 시간과 노력을 투자하며, 사냥을 할 수 있을 정도까지 무사히 자란 대부분의 검독수리는 수 년간 생존할 수 있으나, 그 이전에는 가장 먼저 태어난 새끼조차도 생후 일주일 간이 가장 큰 고비로, 이 기간 동안의 사망률이 매우 높은 편이다.

## 개체 수 보존 및 현 상태

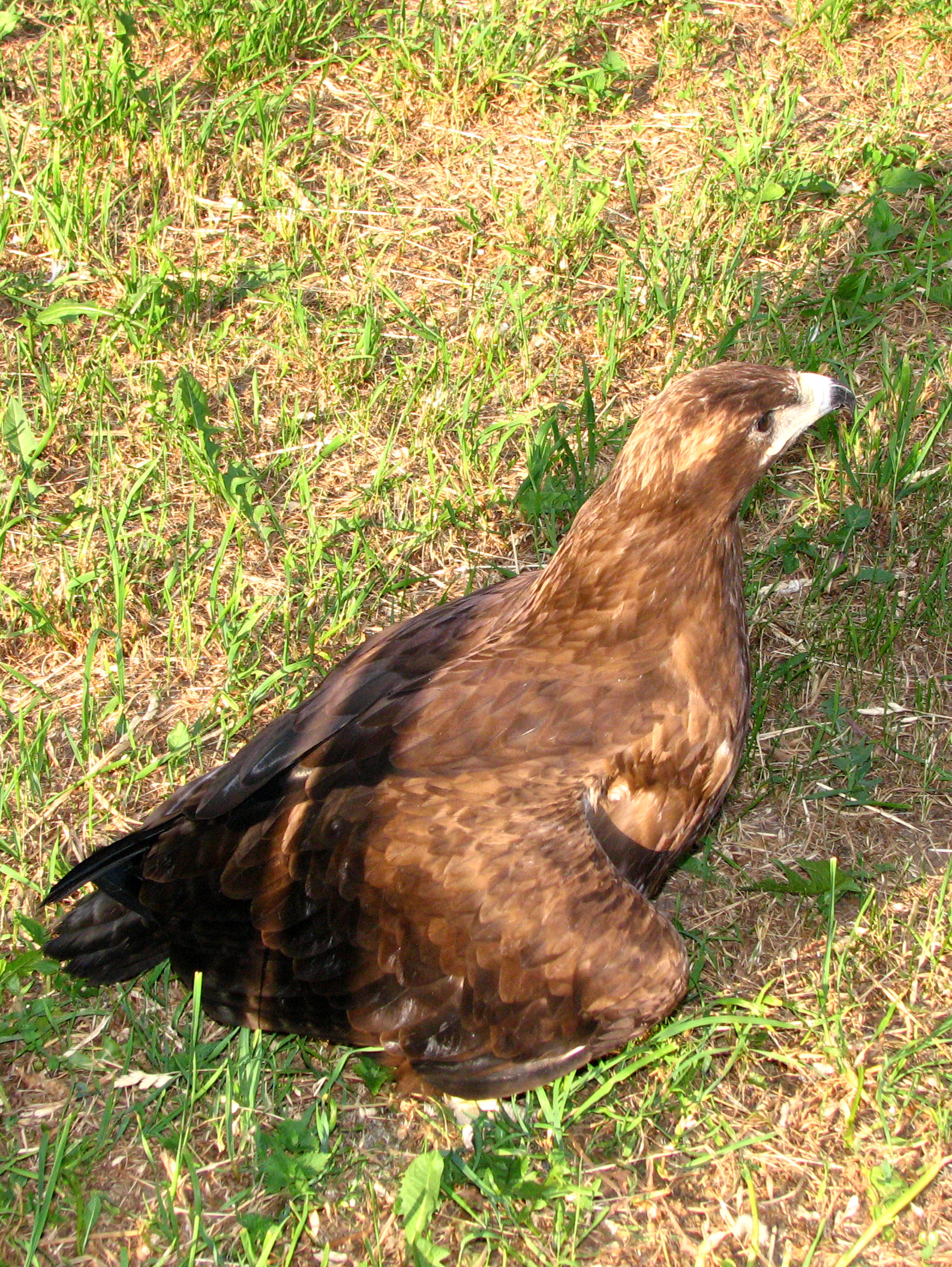
모스크바 동물원의 검독수리.

한 때, 검독수리는 유럽, 아시아 북부, 북아메리카, 북아프리카, 일본 등지에 서식했다. 과거 검독수리는 숲과 평원에도 널리 살았지만, 현재에는 거의 대부분 산지에 서식하는 경우가 많다. 그러나 최근에는 덴마크, 스웨덴 등지에서 검독수리가 다시 저지대에 둥지를 틀기도 한다.
중부 유럽에 거주하던 검독수리의 수는 크게 줄어, 현재는 아펜니노, 알프스, 카르파티아 산맥과 같이 인간의 거주가 극히 제한된 지역에서만 서식한다. 영국의 경우, 2003년 대대적인 조사가 이루어진 결과 442개의 거주지를 발견하였다. 한편, 2007년에 이루어진 보다 작은 규모의 조사에 따르면 스코틀랜드 고지대와 헤브리디스 제도에 대규모의 서식지가 추가로 발견되었으며, 스코틀랜드 남부와 잉글랜드 북부에도 소규모가 서식하고 있는 것으로 밝혀졌다. 또한, 1969년과 2003년 사이 컴브리아주의 레이크 디스트릭트에도 이들이 서식하고 있다고 한다.
아일랜드의 검독수리는 사냥으로 인해 1912년에 멸종되었는데, 이를 재도입하기 위한 시도가 있었다. 이에 따라, 2001년에서 2006년까지 총 46마리의 검독수리가 글렌비히 국립 공원과 더니골주에서 방사되었는데, 이후 최소 3마리의 검독수리 암컷이 사망했음을 확인하였다. 이외에도 안정적인 개체 수 확보를 위해 앞으로 총 60마리의 검독수리를 방사할 계획이라고 한다. 이러한 노력으로 2007년 4월에는 검독수리 암수 한 쌍이 아일랜드에서 100여 년 만에 처음으로 새끼를 부화시켰다. 한편, 글렌비히 국립 공원에서 검독수리의 번식을 촉진하려던 계획은 실패로 돌아갔다.
북아메리카의 경우 심각한 수준은 아니지만 개체 수의 눈에 띄는 감소가 일어나고 있다. 개체 수 감소의 가장 큰 원인은 19세기 말부터 진행된 거주하던 영역의 개발로 인한 서식지 파괴이다. 20세기에는 중금속 중독 또한 빈번한 문제였지만, 이는 환경 오염에 대한 강력한 규제로 인해 그 심각성이 점차 줄어들고 있다. 미국에서 검독수리는 흰머리독수리와 함께 보호 법령 제정을 통해 법적으로 보호받고 있다.
현대에 검독수리에게 주어진 거주지와 먹이의 양은 극히 제한적인 요소이다. 20세기 초 송전선과의 충돌은 검독수리의 매우 심각한 사망 원인으로 작용하였다. 하지만 전 세계적으로 볼 때, 검독수리의 개체 수는 여전히 아시아 및 아메리카에 비교적 잘 보존되어 있는 상태로, 국제 자연 보호 연맹의 기준으로 볼 때 멸종 위기에 있지는 않은 안전 상태이다.

## 인간과의 관계

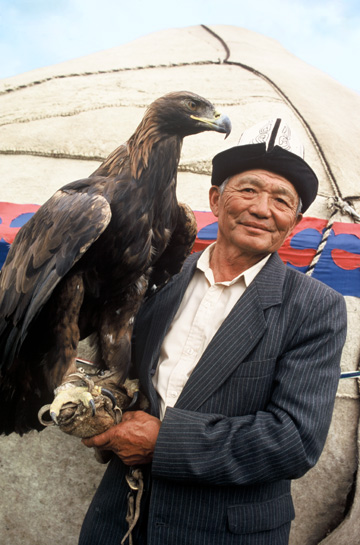
키르기스스탄의 사냥꾼과 검독수리.

### 매사냥
주로 매를 길들여 샤낭에 이용하는 매사냥은 검독수리에게도 해당되는 것으로, 이들을 생포한 후 길들여 사냥에 이용하는 사냥법이 일부 지역에서 진행되었다. 이것이 이루어지는 대표적인 곳은 중앙아시아로, 카자흐스탄, 키르기스스탄, 몽골과 같은 지역의 유목민들이 검독수리를 이용한 사냥을 계속하고 있다. 이러한 사냥의 전통은 매우 오래되었는데, 몽골 지역에서 청동기 시대의 것으로 추정되는 매사냥에 사용되는 암석 조각이 발견되었다. 이러한 사냥을 하는 사냥꾼들은, 이 기술을 어린 시절부터 익히고 그 후대에 다시 익히게 하는 방법으로 대대로 전승시켜왔는데, 이 기술을 익히는 것은 한 번이 아닌 여러 단계에 걸쳐 서서히 이루어진다. 이렇게 기술을 익힌 사람만이 보다 크고, 강하고, 위험한 검독수리를 훈련시킬 수가 있는데, 이마저도 그 기술을 가르쳐준 스승의 감시하에 행해진다. 한편, 카자흐스탄의 경우 이렇게 길들여진 검독수리의 이름은 그 나이에 따라 다르게 불리게 된다.
검독수리를 매사냥에 이용하기 위해 훈련할 때는 아성체, 즉 갓 날기 시작한 어린 검독수리를 주로 사용한다. 검독수리를 포획하는데는 약 1~2일이 걸리는데, 사냥꾼은 이를 위해 비둘기와 같은 먹잇감을 미끼로 이들을 유인해 사로잡는다. 이렇게 사로잡은 검독수리를 수 일 동안 방치해 두면, 이들은 굶주림과 불면증으로 쇠약해지는데, 이 때 조련사가 악기 등을 연주하며 이들과의 교감을 시도하고, 이후에는 직접 먹이를 주면서 이들을 훈련하기 시작한다. 검독수리는 인간에 대한 경계심이 극도로 높아 이를 대부분 거부하며, 심지어는 조련사를 공격하려 하기도 한다. 그러나, 이후에는 점차 익숙해지고, 조련사에게 복종적으로 변해가기 시작한다. 다음에는 본격적으로 훈련을 시작하는데, 마치 개를 훈련시킬 때 줄로 묶은 공을 사용하는 것처럼 고기를 채워넣은 동물 인형을 이용해 훈련을 한다. 굶주린 검독수리는 이를 실제 먹잇감처럼 사냥해 운반하고, 속에 채워진 먹이를 먹음으로써 사냥에 대한 능력을 키워가게 된다. 이외에 조련사는 검독수리를 안장 위에 앉혀, 함께 사냥터로 나가는데, 이는 흔들림과 말발굽 소리에 적응하도록 하기 위함이다. 또한 조련사의 손등 위로 돌아오도록 하는 훈련도 하는데, 이렇게 여러 가지의 훈련을 거친 후에야 검독수리는 사냥 도구로서의 능력을 발휘할 수 있게 되며, 더 이상 조련사로부터 벗어나려는 시도를 하지 않게 된다.

### 문장으로의 사용

멕시코의 독수리 문장.

검독수리는 현재 독일 , 알바니아, 오스트리아, 멕시코, 카자흐스탄 5개국의 국조이며, 이 중 독일, 알바니아, 오스트리아는 신성 로마 제국으로부터 계승한 것이다. 또, 검독수리는 아랍 국가들의 문장으로도 널리 쓰이는데, 대표적인 예가 살라딘의 수리 문장이다. 이 영향으로, 현재 이 문장은 이집트, 이라크, 팔레스타인에서 계속 사용되고 있으며, 리비아와 예멘에서도 과거에 사용했었다.
검독수리는 독수리자리의 모태인데, 이 독수리자리는 로마 군단의 깃발로 사용되었다. 이는 이후에도 독일, 알바니아, 오스트리아, 멕시코, 이집트, 루마니아, 이외에 다른 여러 국가들에서도 문장으로써 사용되었다.

### 종교

#### 북아메리카

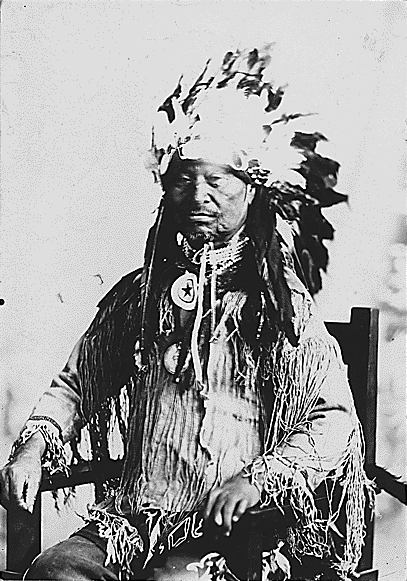
검독수리의 깃털로 된 모자를 쓰고 있는 파토와미족 추장. 1925년.

독수리류는 일부 문화권, 특히 아메리카 원주민 및 캐나다 원주민들 사이에서 라틴아메리카의 원주민들 만큼이나 많은 수에 의해 종교적으로 신성시되는 새이며, 특히 독수리의 깃털은 종교 의식에 있어서 가장 중요한 역할을 하는 상징물이다. 일부 아메리카 원주민들은 독수리를 신성시하여 존경하며, 흰머리독수리 및 검독수리의 깃털 외 다른 신체 부분 또한 신성시한다. 독수리의 깃털은 아메리카 원주민들의 머리 장식으로 자주 사용되는데, 이 장식은 기독교의 성경이나 십자고상에 비견될 만한 중요 상징물이다. 독수리 깃털은 또한 원주민들의 각종 의식과 행사에 널리 사용되는데, 주로 우수한 능력을 발휘한 지도자에 대한 영예와 같은 부족에 경사스러운 일을 기리는 의식에 많이 사용된다.
현재 미국 정부는 독수리 깃털에 관련해 법률을 제정하여 의식에 사용하기 위해 독수리의 깃털을 얻으려 할 경우 선조 대에 등록을 신청하여 미 연방에 의해 정식 부족으로써 인정을 받은 원주민에 한해서만 이를 허용하고 있다. 이로 인해 전통 의식을 위한 독수리 깃털의 보급은 세습 재산으로써 취급되어 이에 대한 전통적으로 소유권을 지닌 이에 한해서 제한없이 행해질 수 있다. 한편, 검독수리나 그 깃털 및 신체 일부에 대한 상업적 거래는 불법으로 간주된다.
2006년 2월 1일, USFWS의 대표인 데일 홀은 2006년 호피족의 독수리 깃털 채집에 대한 새로운 내용을 허가하여 이슈가 되었다. 또, 이듬해 4월 26일에는 또다른 허가 여부가 관심사로 떠오르기도 했다. 이전 허가 사항에서 호피족에게는 40마리의 검독수리 새끼를 깃털 채집을 위해 포획하는 것이 허용되어 있었다.
2003년 발족한 이래, 뉴멕시코 주의 앨버커키 시 담당자를 제외한 USFWS의 수뇌부는 2006년과 2007년에 독수리 깃털 채집에 대한 허가를 하여 이슈화되었다. 아메리카 원주민들이 새롭게 종교 의식으로써 시작한 독수리 수집은 호피족을 선두로 다른 부족들까지 살아있는 독수리를 포획하기 위해 USFWS의 허가를 받으려 하게 하고 있다.

##### 독수리 포획 문제에 관한 추가 내용
- 예메즈 푸에블로 카운티 - 2006년 10월, USFWS에 의해 예메즈 푸에블로 카운티에 대해 미국 산림청이 관리하는 발데스 칼데라에 서식하는 개체 중 2마리의 검독수리 포획하는 것을 허가하였다. USFWS는 2002년 예메르 푸에블로의 독수리 채집 신청을 기각한 바 있었다. 이 허가 이후 2007년 예메즈 푸에블로는 검독수리 미성체 2마리를 성공적으로 포획하였다고 보고하였다.

- 타오스 푸에블로 카운티 - 2007년 2월, USFWS는 뉴멕시코의 타오스 카운티에 위치한 타오스 푸에블로족 영토 내의 검독수리 성체 1마리를 사냥하는 것을 허가하였다. 여기에 허가인에 대해 사냥한 검독수리의 신체 부분을 미국 내 어디로든 이송할 수 있다는 추가적인 허가가 내려졌다.

- 이슬레타 푸에블로 카운티 - 2007년 4월, 뉴멕시코의 베르나릴로 및 발렌시아 카운티에서 2마리의 검독수리 성체를 포획하는 것에 대한 허가가 있었다.

#### 힌두교

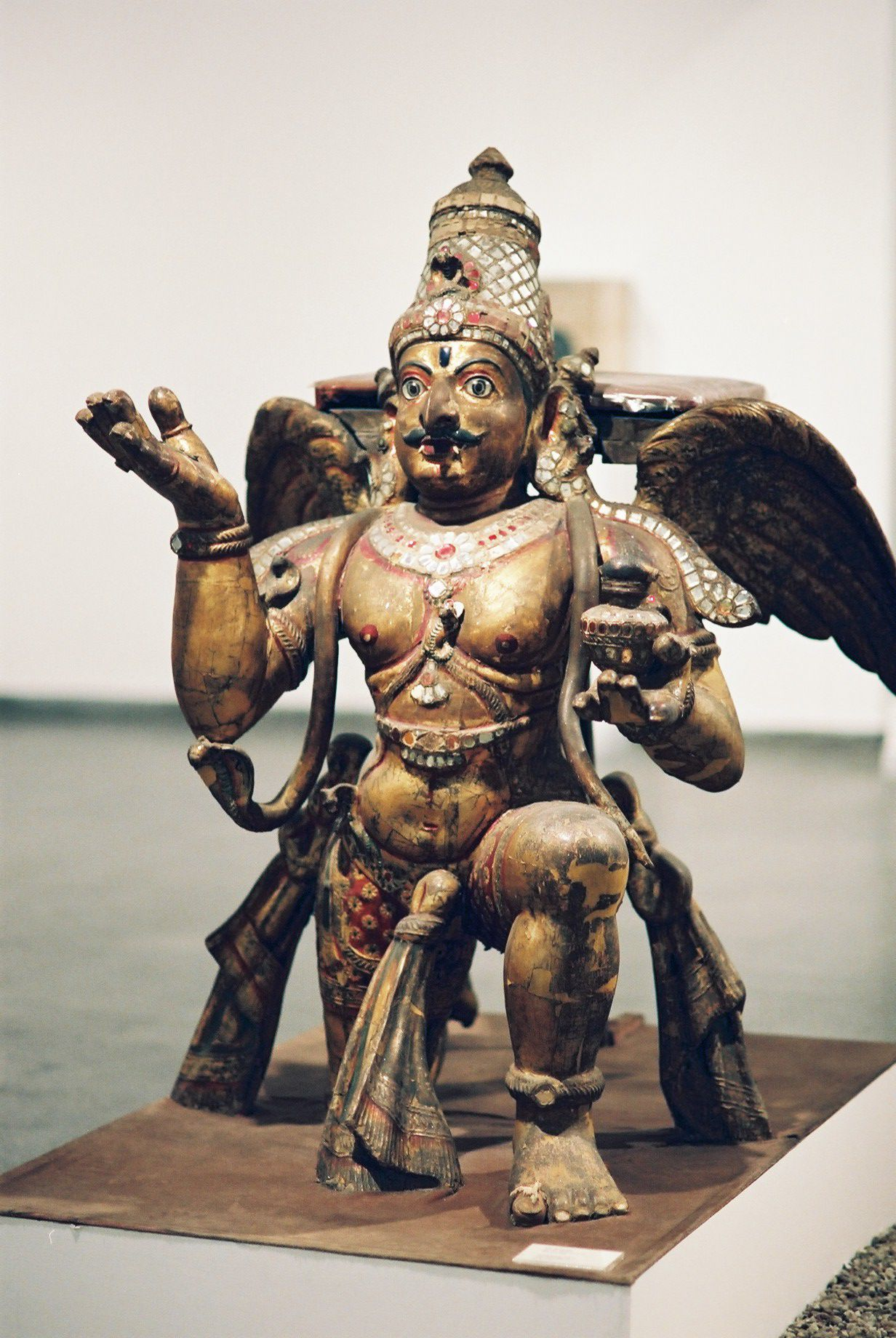
비슈누 신의 동물인 가루다의 모습.

힌두교에서 가루다는 하급 신성물로, 비슈누신의 이동 수단으로서 묘사된다. 가루다는 황금색 신체를 가진 건장한 남성의 모습에 흰 얼굴, 붉은 날개, 그리고 독수리의 입을 가졌고 머리에는 왕관을 쓰고 있다. 이 고대 신은 태양을 가릴 정도로 거대하다고 한다.

## 같이 보기
- 수리부엉이